# 王承系
王承系（8世纪—9世纪），唐朝官员，契丹怒皆部人。成德节度使王武俊之孙，王士真的第三子。唐顺宗的驸马。
唐德宗贞元十七年（801年）王武俊去世，王士真继任成德军节度使。王士真的弟弟王士平於贞元二年（786年）娶唐德宗的女儿义阳公主。永贞元年（805年），唐顺宗之女清源郡主进封阳安公主，嫁给了王承系。王承系拜驸马都尉。元和四年三月（809年），王士真病死，王承系的大哥王承宗继任成德军节度使。元和十年（815年）淄青节度使李师道派强盗杀害宰相武元衡，王士平上奏是王承宗主使的强盗，唐宪宗宣布夺王承宗官爵，将王承系和他弟弟王承迪、堂弟王承荣流放远方。